# Tibor Máté
Tibor Máté (14. december 1914 – 1. januar 2007) var en ungarsk udendørshåndboldspiller som deltog under Sommer-OL 1936.
Han var en del af det ungarske udendørshåndboldhold, som kom på en fjerdeplads i den olympiske turnering. Han spillede i to kampe som målmand.